# 롬바르디칠성장어
롬바르디칠성장어(학명: Lethenteron zanandreai)는 칠성장어과 다묵장어속에 속하는 무악류로, 크로아티아, 이탈리아, 슬로베니아의 여울에 서식한다.